# 芦辺郵便局
芦辺郵便局（あしべゆうびんきょく、Ashibe Post Office）は長崎県壱岐市にある郵便局。民営化前の分類では集配特定郵便局であった。

## 概要
住所：〒811-5399 長崎県壱岐市芦辺町芦辺浦（瀧ノ上）555－7

## 沿革
- 1880年 （明治13年）6月15日 - 諸吉村ノ内芦辺港[1]郵便局（五等）として設置（初代局長：篠崎　藤吉郎）[2][3]。同年、諸吉ノ内芦辺郵便局に改称。
- 1883年（明治16年） - 諸吉村芦辺港郵便局に改称[3]。
- 1885年（明治18年）12月1日 - 貯金取扱を開始[3]。
- 1890年（明治23年）6月16日 - 芦辺郵便局に改称[3]。
- 1892年（明治25年）1月1日 - 為替取扱を開始[3]。
- 1903年（明治36年）3月31日 - 芦辺郵便電信局となる[3]。
- 1903年（明治36年）4月1日 - 通信官署官制の施行に伴い芦辺郵便局となる[3]。
- 2007年（平成19年）10月1日 - 民営化に伴い、併設された郵便事業新福岡支店芦辺集配センターに一部業務を移管。
- 2012年（平成24年）10月1日 - 日本郵便株式会社発足に伴い、郵便事業新福岡支店芦辺集配センターを芦辺郵便局に統合。
- 2016年（平成28年）2月22日 - 壱岐瀬戸郵便局および壱岐国分郵便局から、集配業務を移管。

## 取扱内容
- 郵便、印紙、ゆうパック、内容証明
- 貯金、為替、振替、振込、国債
- 生命保険、バイク自賠責保険
- 宝くじの販売
- ゆうちょ銀行ATM
- 壱岐市内の郵便番号が811-53--、811-54--、811-57--の地域（芦辺町全域）の集配業務

## 周辺
- 壱岐市役所 芦辺庁舎（支所）
- 壱岐市教育委員会 事務局
- 壱岐市芦辺地区公民館
- 壱岐市立芦辺小学校
- 壱岐警察署 芦辺警察官駐在所
- 十八親和銀行 芦辺出張所
- 九州電力送配電 芦辺発電所
- 妙法寺
- あしべクリニック

## アクセス
- 芦辺港フェリーターミナルビルから芦辺大橋を渡り、東へ約2.5km
- 壱岐交通バス 「芦辺郵便局前」停留所下車
- 駐車場あり: 7台